# Focalistic
Focalistic, pseudonimo di Lethabo Sebetso (Ga-Rankuwa, 27 maggio 1996), è un rapper sudafricano.

## Biografia
Ha fatto il proprio debutto discografico con l'album in studio Sghubu ses excellent, uscito nel dicembre 2020. L'anno successivo è stato pubblicato l'EP President ya straata ed è stato candidato agli MTV Europe Music Awards per il riconoscimento al miglior artista africano.
Ghetto Gospel, secondo progetto in studio, è stato reso disponibile per il consumo nel novembre 2022, mentre 13 Pos, terzo EP, è uscito nella prima metà del 2024. Focalistic ha conseguito la nomination per il BET Award al miglior artista internazionale.

## Discografia

### Album in studio
- 2020 – Sghubu ses excellent
- 2022 – Ghetto Gospel

### EP
- 2019 – Ase trap tse ke pina tsa ko kasi (con i Major League)
- 2021 – President ya straata
- 2024 – 13 Pos

### Singoli
- 2017 – K'shubile
- 2017 – Fakimali
- 2019 – Never Know (feat. Cassper Nyovest)
- 2020 – Blecke
- 2020 – Klippa (feat. Emtee)
- 2020 – Dankie mpilo
- 2020 – Ke busy (feat. DJ Maphorisa & Kabza de Small)
- 2020 – Nobody (Amapiano) (con DJ Neptune, Joeboy e Mr Eazi)
- 2021 – Gupta (con Mr JazziQ feat. Lady Du & Mellow & Sleazy)
- 2021 – Ariba (con Stonebwoy)
- 2021 – Champion Sound (con Davido)
- 2022 – Banyana ke bafana (con Pabi Cooper e Ch'cco feat. LuuDadeejay & Nobantu Vilakazi)
- 2022 – 2022 (con Semi Tee feat. Malemon)
- 2022 – Sjepa (con Mellow & Sleazy e M.J)
- 2022 – Your Body (con Cyfred e Musa Keys)
- 2022 – 3310 (con Mellow & Sleazy e Madumane)
- 2022 – Usenemali (con 031choppa e Madumane feat. Xduppy & Kingtone)
- 2022 – Pele pele (con Ch'cco e Mellow & Sleazy)
- 2023 – Baja ko pele (con M.J feat. Xduppy, ShaunMusiq & Ftears)
- 2023 – Khekheleza (Dlala dlala) (feat. EeQue & Thama Tee)
- 2023 – Fire (feat. Felo Le Tee & Mellow and Sleazy)
- 2023 – Lepanta (con G-Tech 2bit feat. Freddy Mablomo)
- 2023 – Waya (con Benny Chill e Phina feat. Mustbedubz)
- 2023 – Wena my dali (feat. Ch'cco, MaWhoo, EeQue & Thama Tee)
- 2023 – Tiya mfana (Mzokwana) (feat. Sims Noreng)
- 2024 – Ka lekeke (con Felo Le Tee e Massive95k feat. DJ MoTee, L4Desh & TurnUpKiid)
- 2024 – Pressure (feat. Thama Tee)
- 2024 – Off My Mind (con Yumbs e Joeboy feat. Bien & Moliy)
- 2024 – Sparapara (con Vigro Deep feat. Ch'cco & M.J)